# セントラルリーシングシステム
セントラルリーシングシステム株式会社（セントラルリーシングシステム）は、北海道札幌市中央区に本社を置く、総合デベロッパー企業である。

## 概要
主に北海道の都市の再開発を始めとし、道内主要都市一部および道外（主に東北地方）において複合商業施設、オフィスビル、マンション等の賃貸事業展開などを行っており、また、新千歳空港においては、「雪」の利用を目的とした雪冷熱供給システムによる冷房エネルギーや、冷暖房の熱エネルギー供給を行っている。さらに、空港の多岐にわたる機械設備の保守管理や旅客施設の警備を行うなど多角的な事業を展開している。その他、リースや保険などのフィナンシャル事業や建設事業についても、事業展開を行っている。

## 沿革
- 1988年（昭和63年）- 北海道リーシングシステム株式会社として設立。資本金5千万円。
- 1992年（平成4年）- 資本金を1億5千万円に増資。
- 1994年（平成6年）- 本店を北海道千歳市里美1丁目1番地2へ移転。
- 1996年（平成8年）- 生命保険業務開始。
- 1997年（平成9年）- 本店を北海道札幌市へ移転。宅地建物取引業者免許の取得
- 1998年（平成10年）- 第三者割当増資により、資本金を2億2,500万円に増資。
- 1999年（平成11年）- 北海道札幌市にて「ひばりが丘タウンプラザ」オープン。
- 2000年（平成12年）
  - 北海道旭川市にて「旭川豊岡タウンプラザ」オープン。
  - 本店を現在地へ移転。
  - 1級建築士事務所の開設
- 2001年（平成13年）‐ 北海道函館市において「函館昭和タウンプラザ」オープン。
- 2002年（平成14年）
  - 北海道千歳市に「千歳市富士商業施設」が竣工。
  - 宮城県仙台市に「仙台南吉成タウンプラザ」がオープン。
  - 北海道札幌市に「札幌南8飲食店舗」が竣工。
- 2003年（平成15年）
  - 第三者割当増資により12億円増資し、資本金を8億2,500万円とする。
  - 青森県弘前市に「弘前城東タウンプラザ」がオープン。

- 2004年（平成16年）
  - 株式交換により「北海道エコテックス株式会社」を完全子会社化、
  - 資本金を13億500万円に増資。
  - 子会社である北海道エコテックス株式会社を吸収合併。セントラルリーシングシステム株式会社へ商号変更。
  - オフィスフロンティア株式会社の株式を取得し、完全子会社化。
- 2005年（平成17年）
  - 子会社であるオフィスフロンティアを吸収合併。
  - 北海道岩見沢市に「岩見沢大和タウンプラザ」がオープン。
- 2006年（平成18年）- 北海道千歳市に「千歳勇舞タウンプラザ」が竣工。
- 2007年（平成19年）
  - 北海道千歳市にて「千歳市民文化センター」の指定管理業務を開始。
  - 第三者割当増資により、資本金を19億2,405万円に増資。

- 2009年（平成21年）
  - 航空交通管制機器等保守業務の請負開始。
  - 北海道千歳市に「スカイヒルズ千歳中央」が竣工。
- 2010年（平成22年）- 北海道千歳市に「新千歳空港雪冷熱供給施設」が竣工、同年5月より営業運転開始
- 2011年（平成23年）- 株式会社フロントの株式を取得し、完全子会社化。平成25年6月に解散。
- 2012年（平成24年）- 北海道千歳市にて「千歳市グリーンベルト地下駐車場」の指定管理業務を開始。
- 2013年（平成25年）- 北海道岩見沢市にて「岩見沢エコデータセンター」の運用を開始。
- 2014年（平成26年）- 第三者割当増資により、資本金を30億555万円に増資。
- 2015年（平成27年）
  - 北海道日高郡新ひだか町にて「静内カリンパショッピングモール」を取得。
  - 北海道札幌市に「手稲山口開発事業用地」が完工。
- 2016年（平成28年）‐ 北海道千歳市の千歳タウンプラザに「あそびのくに ピッピちとせ」、 「千歳インドアパークゴルフクラブ」、「まちライブラリー＠千歳タウンプラザ」、 「まちライブラリーカフェ」の4施設をオープン。

## 主要株主
北海道空港株式会社、DCMホーマック株式会社、株式会社関電工、東京美装北海道株式会社、株式会社東洋実業、株式会社ベルックス、セントラルリーシングシステム従業員持株会他

## グループ会社
- 北海道空港
- キャスト
- 耕人舎
- 札幌バルナバフーズ
- えんれいしゃ
- 北海道興農社
- 碧雲堂ホテル&リゾート株式会社
- FM NORTH WAVE